# Głowa do wycierania
Głowa do wycierania (ang. Eraserhead) –  amerykański film z 1977 roku  w reżyserii Davida Lyncha. 

## Twórcy filmu
- reżyseria, scenariusz, scenografia, produkcja i montaż – David Lynch
- zdjęcia – Frederick Elmes, Herbert Cardwell
- muzyka – Fats Waller, Peter Ivers
- dźwięk – Alan R. Splet

## Obsada
- Jack Nance – Henry Spencer
- Charlotte Stewart – Mary X
- Allen Joseph – Bill X
- Laurel Near – Pani z Kaloryfera (Lady in the Radiator)
- Jeanne Bates – matka Mary
- Judith Anna Roberts – dziewczyna
- Jean Lange – babcia
- Thomas Coulson – chłopiec
- Jack Fisk – Mężczyzna z Planety
- John Monez – Bum

## W pozostałych rolach
- V. Phipps-Wilson
- Darwin Joston
- Jennifer Chambers Lynch
- Neil Moran
- Darwin Johnston
- Hal Landon Jr.
- Brad Keller
- Gil Dennis
- Toby Keller
- Doddie Keller
- Raymond Walsh
- Peggy Lynch

## Opis filmu
Głównym bohaterem filmu jest Henry Spencer, drukarz pracujący w fabryce ołówków, podczas filmu przebywający "na wakacjach". Zamieszkuje on skromny, jednopokojowy apartament, znajdujący się wewnątrz bloku w ponurym, obskurnym mieście przemysłowym.
W pierwszej scenie pokazany jest tajemniczy obiekt, wyglądający jak planeta. Wewnątrz niej widać Człowieka w Planecie, operującego usytuowanymi przed nim, dużymi dźwigniami. Kiedy pociąga za dwie z nich, z ust głównego bohatera wypływa dziwna, eteryczna istota, przypominająca plemnik, która następnie odlatuje. Henry Spencer powraca do mieszkania, na miejscu zaś jego sąsiadka przekazuje mu zaproszenie na kolację od jego dziewczyny, Mary X, której bohater nie widział od dawna. Henry przyjmuje zaproszenie i zjawia się w domu państwa X. Tam jest świadkiem szeregu dziwnych wydarzeń - niepokojącego zachowania rodziców Mary oraz pieczonego kurczaka, otrzymanego do pokrojenia, z którego, po dotknięciu widelcem, zaczyna wypływać dziwny śluz (kurczak zaczyna ponadto poruszać nogami). Spencer dowiaduje się, że Mary zaszła z nim w ciążę i jest zobowiązany ją poślubić.
Dziecko urodzone przez Mary X nie przypomina jednak człowieka - ma wydłużoną głowę, bez małżowin usznych i z bocznie osadzonymi oczami, nienaturalnie cienką szyję oraz pozbawione kończyn ciało, owinięte bandażem. Dziecko nie chce jeść i uporczywie jęczy w nocy. Zrozpaczona i cierpiąca z niewyspania Mary opuszcza męża, przez co ten zmuszony jest sam zająć się dzieckiem (które, jak się okazuje, jest chore).
Henry jest następnie świadkiem szeregu dziwnych wydarzeń. Za swoim kaloryferem widzi małą scenę teatralną, na której pojawia się Kobieta za Kaloryferem - uśmiechnięta blondynka z nienaturalnie rozdętymi policzkami. Ta tańczy w rytm muzyki, rozdeptując spadające na scenę rzeczy, przypominające plemniki. Takie same rzeczy Henry zaczyna znajdować w swoim mieszkaniu. Następnie, po tym, jak jego żona ponownie go opuszcza, wiąże się seksualnie ze swoją sąsiadką z apartamentu naprzeciwko (oboje zdają się przy tym tonąć).
Henry Spencer śni. We śnie ponownie widzi Kobietę za Kaloryferem, śpiewającą "W Niebie wszystko jest w porządku" ("In Heaven, everything is fine"). Bohater pojawia się obok niej na scenie. Kobieta wyciąga doń ręce, po czym znika. W kilka chwil później głowa Henry'ego odskakuje, a na jej miejsce wyrasta nowa - należąca do jego zdeformowanego dziecka. Leżąca na podłodze głowa Spencera tonie w rosnącej kałuży krwi, po czym spada z nieba, lądując na ulicy, pękając. Podnosi ją chłopiec, po czym zanosi do fabryki ołówków. Stojący tam za ladą księgowy, Paul, przyzywa swojego szefa, wielokrotnie naciskając na dzwonek. Szef w końcu się pojawia i ma zamiar nakrzyczeć na pracownika, ale momentalnie się rozpromienia, widząc, co przyniósł chłopiec. Głowa Henry'ego zostaje następnie wykorzystana do wyrobu gumek do ołówków. Sprawdzający jedną z nich pracownik stwierdza, iż są dobre, po czym strzepuje wióry powstałe przy ścieraniu. Te wirują jeszcze przez chwilę na czarnym tle, po czym bohater budzi się ze snu.
W tej scenie, nie wiedzieć czemu, dziecko zaczyna chichotać, wyraźnie kpiąco. Henry wypatruje powrotu swojej sąsiadki do mieszkania, lecz kiedy ta się pojawia, okazuje się, że przyprowadziła ze sobą innego mężczyznę. Kobieta patrzy na Henry'ego i ma wizję, w której zamiast głowy Spencera z tułowia wystaje na cienkiej szyi głowa dziecka. Spencer tymczasem wraca do swojego mieszkania. Następnie bierze nożyczki i podchodzi z nimi do dziecka, przecinając obwiązany wokół niego bandaż. Okazuje się, że ów bandaż jest częścią ciała dziecka (albo po prostu tym, co trzyma jego organy w całości) - przecinając go, Henry odsłania wszystkie jego narządy. Podczas gdy dziecko wije się i szamocze głową z bólu, Spencer wbija nożyczki w jeden z jego organów. To sprawia, że w całym pokoju zaczynają zapalać się i gasnąć światła. Przestraszony bohater widzi, jak wewnątrz mieszkania pojawia się (w chwilach, kiedy zapalają się światła) obraz dużej głowy dziecka. W pewnym momencie, w miejscu gdzie znajdowała się ta ostatnia, pojawia się ponownie obraz planety, widocznej na samym początku filmu. Jej powierzchnia pęka, ukazując Człowieka w Planecie, mocującego się z jedną z dźwigni, z której podstawy sypią się snopy iskier, wyraźnie parzących mu twarz.
Obok Henry'ego ponownie pojawia się Kobieta za Kaloryferem. Obejmuje bohatera przy akompaniamencie zalewającego ich, białego światła. W pewnym momencie ekran wyciemnia się i pojawiają się napisy końcowe.

## David Lynch o filmie
"Ona (Lady in the Radiator) stanowi dla mnie rodzaj pewnej dobroci w życiu Henry'ego".
"Tak, oświetlenie jest takie ważne, by stworzyć atmosferę. Właśnie z tego względu musieliśmy zobaczyć pokój Henry'ego na 10 różnych sposobów – te same sprzęty, ale oświetlenie może sprawić, że poczujesz się tak jakby to było południe, lub... niezwykła dzikość nocnej pory".
"(...) ale dlaczego musimy się trzymać terminów, klasyfikacji? Jeżeli surrealizm pojawia się w sposób naturalny, z wnętrza nas samych, jeżeli pozostajemy "niewinni", to wszystko w porządku. Surrealizm sfabrykowany, zamierzony, byłby okropny, ale jeżeli taka kategoria istnieje to uważam, że ERASERHEAD dałoby się w nią włączyć".